# سگان
تیرۀ سگان یا گُرگان (نام علمی: Canidae) خانواده‌ای از بالاخانوادۀ سگ‌واران (به لاتین: Canoidea)، فروراستۀ سگ‌وارگان (به لاتین: Cynoidea) و زیرراستۀ سگ‌سانیان (به لاتین: Caniformia) و از راستهٔ گوشت‌خوارسانان هستند. این خانواده شامل جانورانی چون گرگ، روباه و شغال و سگ اهلی می‌شود. تیرۀ سگان به دو تبار گرگ‌تباران (به لاتین: Canini) و روباه‌تباران (به لاتین: Vulpini) تقسیم می‌شوند. تیرۀ سگان در تمام قاره‌های دنیا به جز قطب جنوب حضور دارند. یکی از آن‌ها یعنی سگ اهلی که زیرگونه‌ای از گرگ خاکستری است از حدود ۲۰ تا ۳۰ هزار سال پیش نخستین حیوان اهلی شد.
سگ‌ها همگی پنجه‌رو هستند یعنی بر روی انگشتان پا راه می‌روند.
پنجۀ پا در دو تیرۀ سگان و خرسان برخلاف تیرۀ گربه‌ایان ثابت است و جمع‌شونده نیست.  یعنی دارای غلاف ناخن نیستند و در رد پای آنان اثر ناخن دیده می‌شود.